# Sámuel Decsy
Sámuel Decsy (n. 12 ianuarie 1742, Rimavská Sobota, Banskobystrický kraj, Slovacia – d. 25 ianuarie 1816, Viena, Imperiul Austriac) a fost un filozof și istoric maghiar.

## Biografie
Sámuel Decsy s-a născut pe 12 ianuarie 1742 în Rimaszombat (actualul Rimavská Sobota din Slovacia). A studiat la Pozsony și Sárospatak, apoi a mers în străinătate la universități din Germania și Țările de Jos și a obținut diploma de doctor în filozofie. 
Revenind în țara sa de origine, s-a stabilit la Viena, fiind unul dintre ungurii care au depus eforturi mari pentru dezvoltarea literaturii naționale și pentru răspândirea limbii maghiare. A redactat la Viena timp de 27 de ani ziarul Magyar Kurír. A murit la 25 ianuarie 1816 la Viena.
Sámuel Decsy a făcut în Osmanografia (1788-1789) câteva referiri cu privire la originea românilor din Principate și la limba vorbită de ei: „Românii sunt strămoșii locuitorilor din Moldova, lăudându-se cu descendența lor din națiunea romană, motiv pentru care își și spun «boieri», adică nobili”. Țara Românească „se chema pe vremuri Dacia și Cumania, fiind împărțită de apele Alutei sau Oltului în Valahia de Răsărit și Valahia de Apus. Numele de acum și l-a primit de la vlahi («vlakhusok»), care, în limba lor maternă, își spun rumuni («rumunyik»)”. El mai face referiri cu privire la latinitatea limbii române și la religia ortodoxă („deși, din punctul de vedere al originii, românii din Moldova și Muntenia diferă de greci, religia lor coincide cu a acestora”).

## Scrieri
- Dissertatio inauguralis historico physica de successivo telluris incremento. (Trajectum (Utrecht), 1776.)

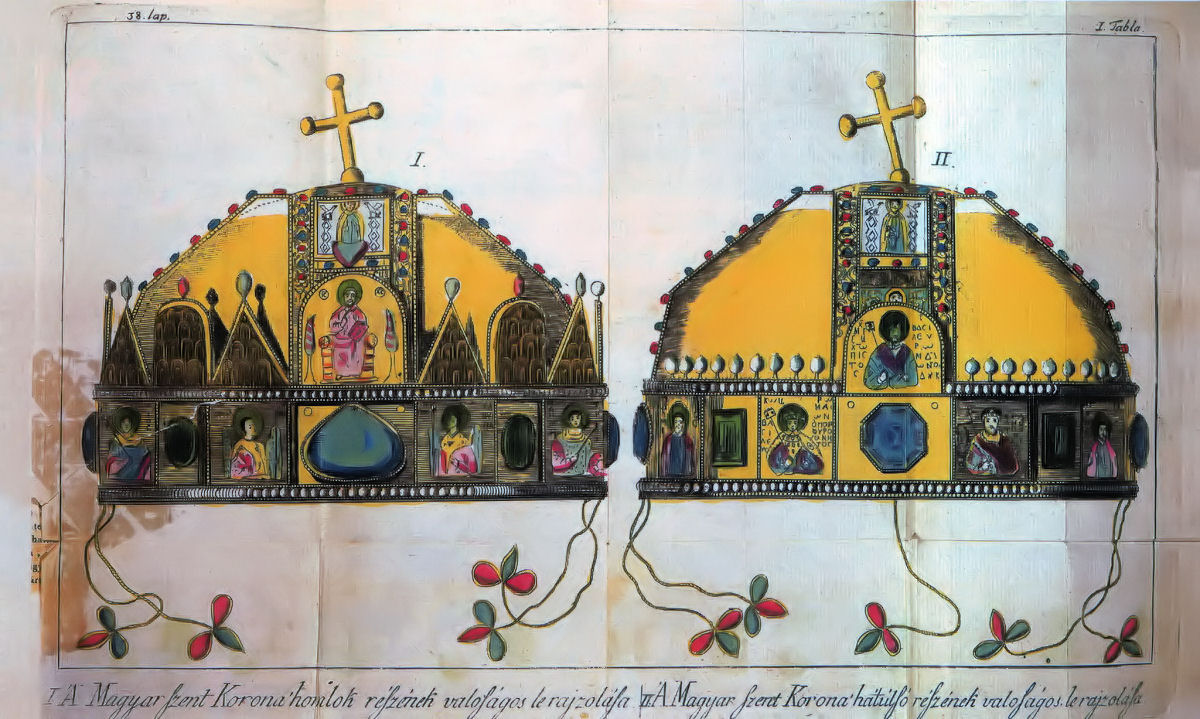
Desenul Coroanei Sfântului Ștefan în cartea lui Sámuel Decsy

- Medicus philosophus deo aequalis, effatum Hippocraticum commentatione academica illustratum. (Trajectum (Utrecht), 1777.)
- Osmanografia, az az: A török birodalom természeti, erkölcsi, egyházi, polgári s hadi állapottyának, és a magyar királyok ellen viselt nevezetesebb hadakozásainak summás leirása. (Viena, 1788–1789.) Trei părți cu două hărți.
- Pannoniai Féniksz, avagy hamvából feltámadott magyar nyelv. (Viena, 1790. A linkelt változat a Digitális klasszika honlapján.)
- A magyar szent koronának és az ahoz tartozó tárgyaknak historiája. (Viena, 1792.) portret și 36 de gravuri colorate.
- Magyar Almanak 1794. 1795. és 1796. esztendőre D. D. S. által. (Viena, 1793–1795.) Trei volume. (Almanah istorico-statistic.)
- Házi kereszt. (Viena, 1793.)
- A mezei gazdaságot tárgyazó jegyzések. (Viena, 1800–1801, împreună cu Dániel Pánczél.)
- Egyiptom historiája. (Istoria Egiptului, Viena, 1811.)
- Eredeti levele Tóth Ferenchez datată 22 aprilie 1807 și aflată în Biblioteca Națională Széchényi.